# David Maxwell Fyfe
David Patrick Maxwell Fyfe, 1. hrabia Kilmuir GCVO (ur. 29 maja 1900 w Edynburgu, zm. 27 stycznia 1967) –  brytyjski prawnik i polityk, członek Partii Konserwatywnej, minister w rządach Winstona Churchilla, Anthony’ego Edena i Harolda Macmillana.

## Życiorys
Wykształcenie odebrał w George Watson's College oraz w Balliol College na Uniwersytecie Oksfordzkim. Następnie rozpoczął pracę w British Commonwealth Union jako sekretarz Patricka Hannona. Równocześnie studiował prawo i w 1932 r. rozpoczął praktykę adwokacką w korporacji Gray’s Inn. W 1934 r. został najmłodszym do 250 lat Radcą Króla. W 1935 r. został wybrany do Izby Gmin w wyborach uzupełniających w okręgu Liverpool West Derby.
W 1942 r. otrzymał tytuł szlachecki i stanowisko Radcy Generalnego. W rządzie „dozorującym” Churchilla w 1945 r. był prokuratorem generalnym. Podczas procesu norymberskiego był asystentem brytyjskiego prokuratora, Hartleya Shawcrossa. Od sierpnia 1949 do maja 1952 r. był członkiem Zgromadzenia Parlamentarnego Rady Europy.
Po powrocie konserwatystów do władzy w 1951 r. Maxwell Fyfe został ministrem spraw wewnętrznych. W 1954 r. otrzymał tytuł 1. wicehrabiego Kilmuir i zasiadł w Izbie Lordów. Otrzymał również stanowisko lorda kanclerza. Urząd ten sprawował do „nocy długich noży” w 1962 r., kiedy to został usunięty z gabinetu. W tym samym roku otrzymał tytuły 1. hrabiego Kilmuir i barona Fyfe of Dornoch. Zmarł w 1967 r.
W 1925 r. poślubił Sylvię Harrison (1904 – 10 czerwca 1992), siostrę aktora Rexa Harrisona. David i Sylvia mieli razem dwie córki.

## Odznaczenia
- Krzyż Wielki Królewskiego Orderu Wiktoriańskiego (1953)
- Krzyż Komandorski Orderu Odrodzenia Polski (14 kwietnia 1947, za wybitne zasługi na polu ścigania niemieckich przestępców wojennych oraz okazywanie pomocy delegacji polskiej podczas procesu w Norymberdze)[1].